# Zsigárd
Zsigárd (szlovákul Žihárec) község Szlovákiában, a Nyitrai kerület Vágsellyei járásában.

## Fekvése
A mátyusföldi község a Kisalföldön, Vágsellyétől 10 km-re délre, Pered, Vágfarkasd és Királyrév között fekszik.

## Nevének eredete
Feltehetőleg a település kora Árpád-kori birtokosa, a német származású Sieghard személynevéből ered. Az ilyen típusú, tisztán személynévből, helynévképző toldalékok nélkül keletkezett helységnevek még ómagyar eredetűek, keletkezésük a 10-11. században valószinűsíthető.

## Élővilága

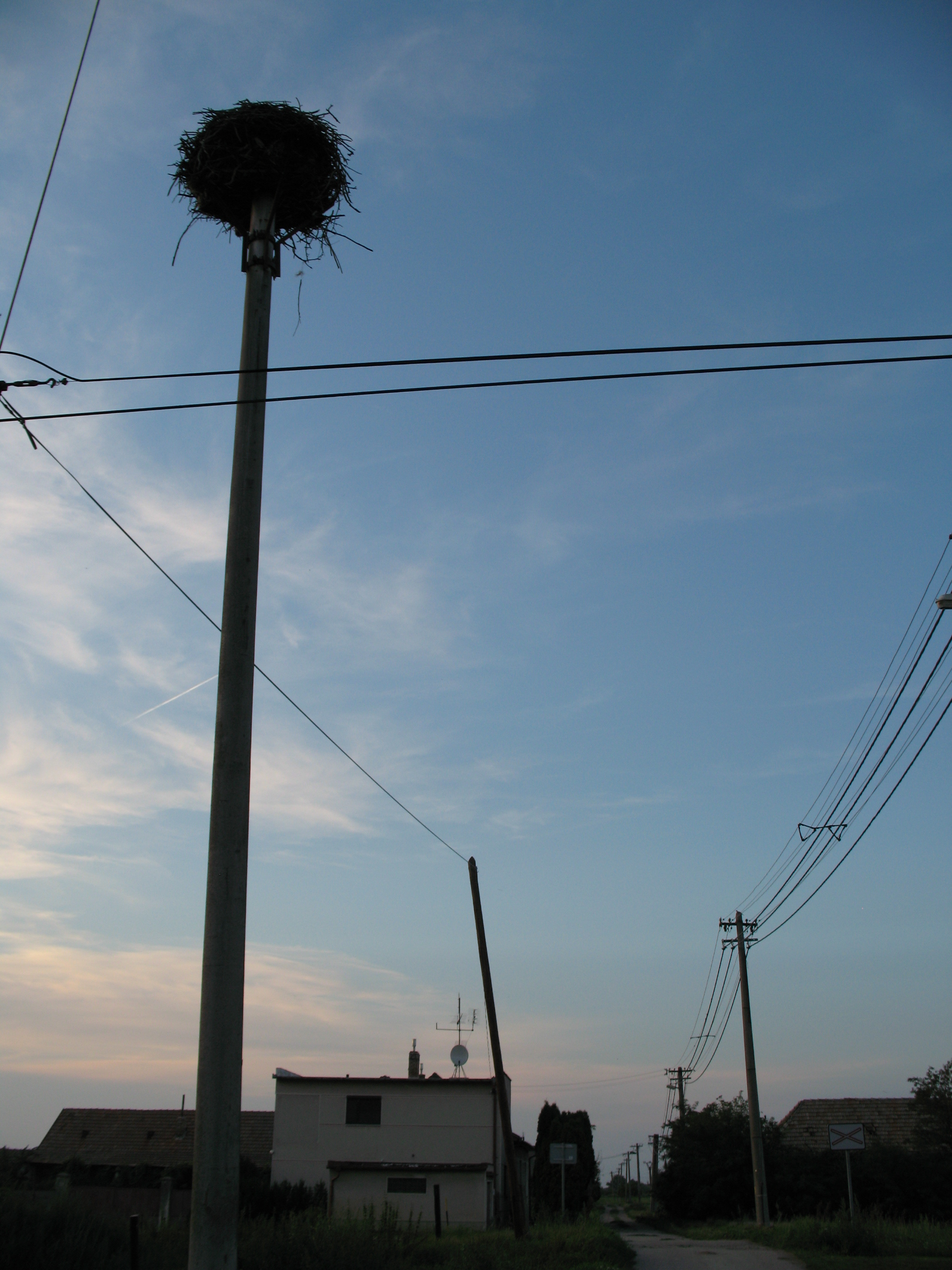
Gólyafészek a vasúti átkelőnél 2012-ben
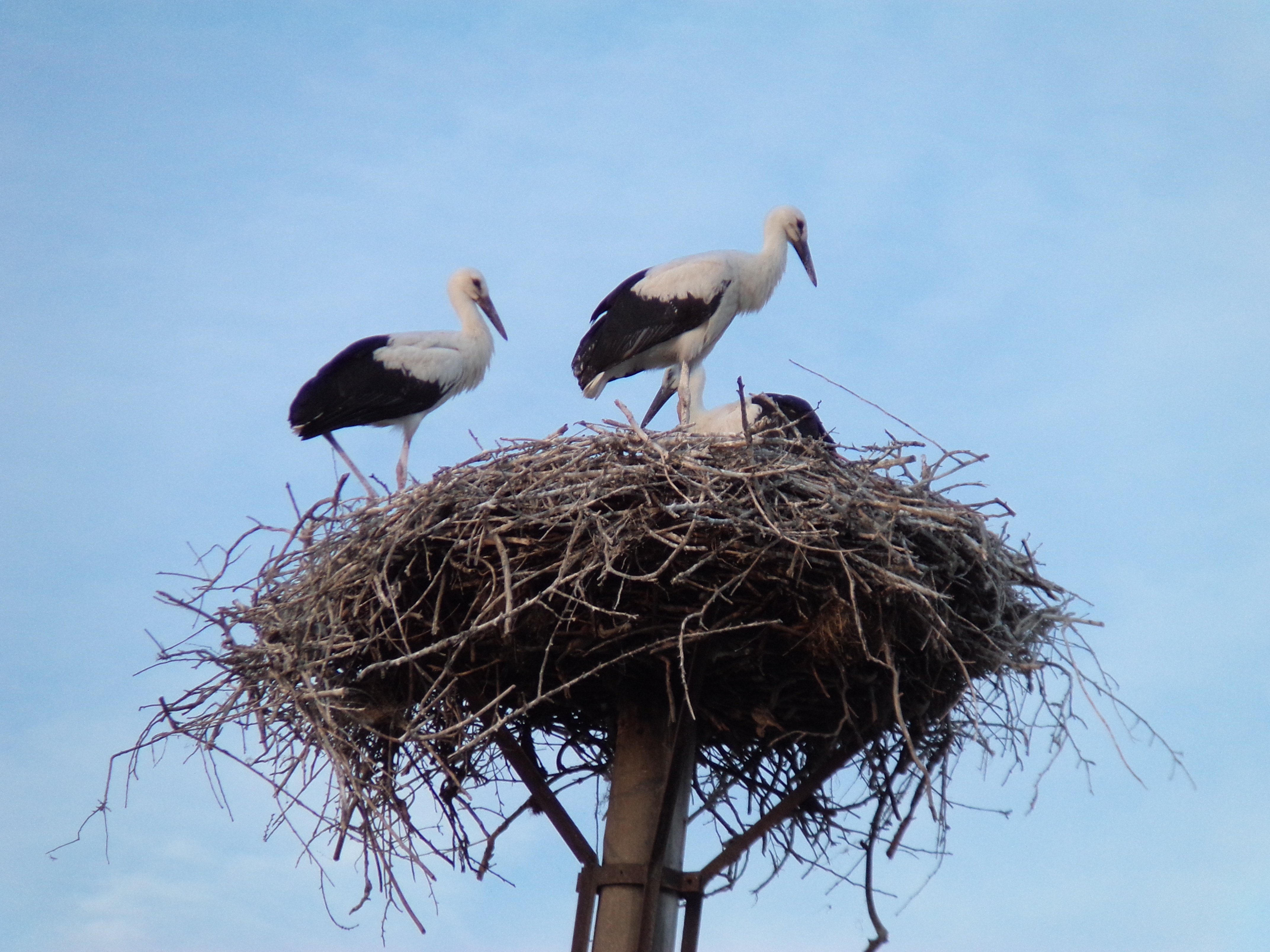
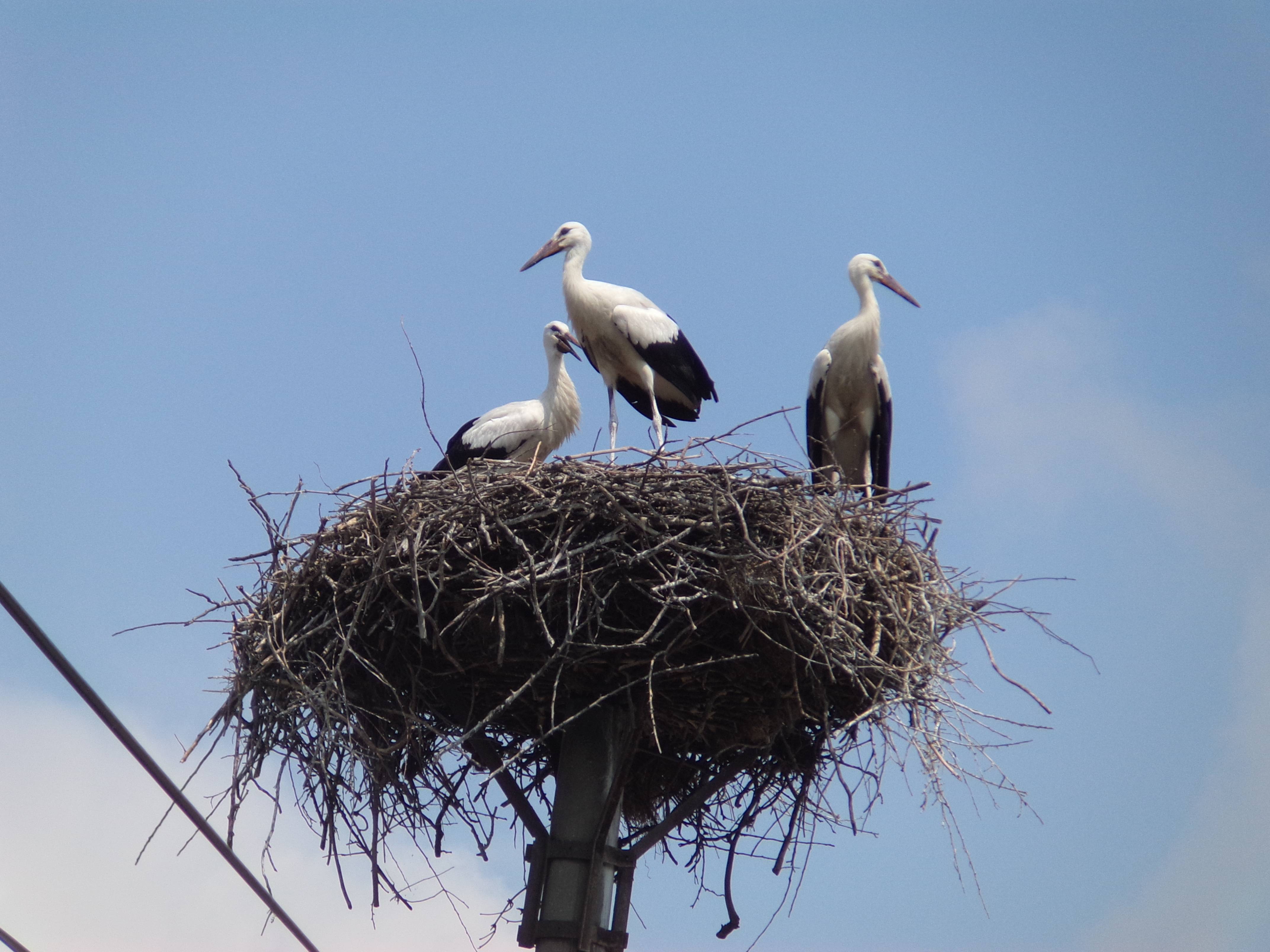
2016
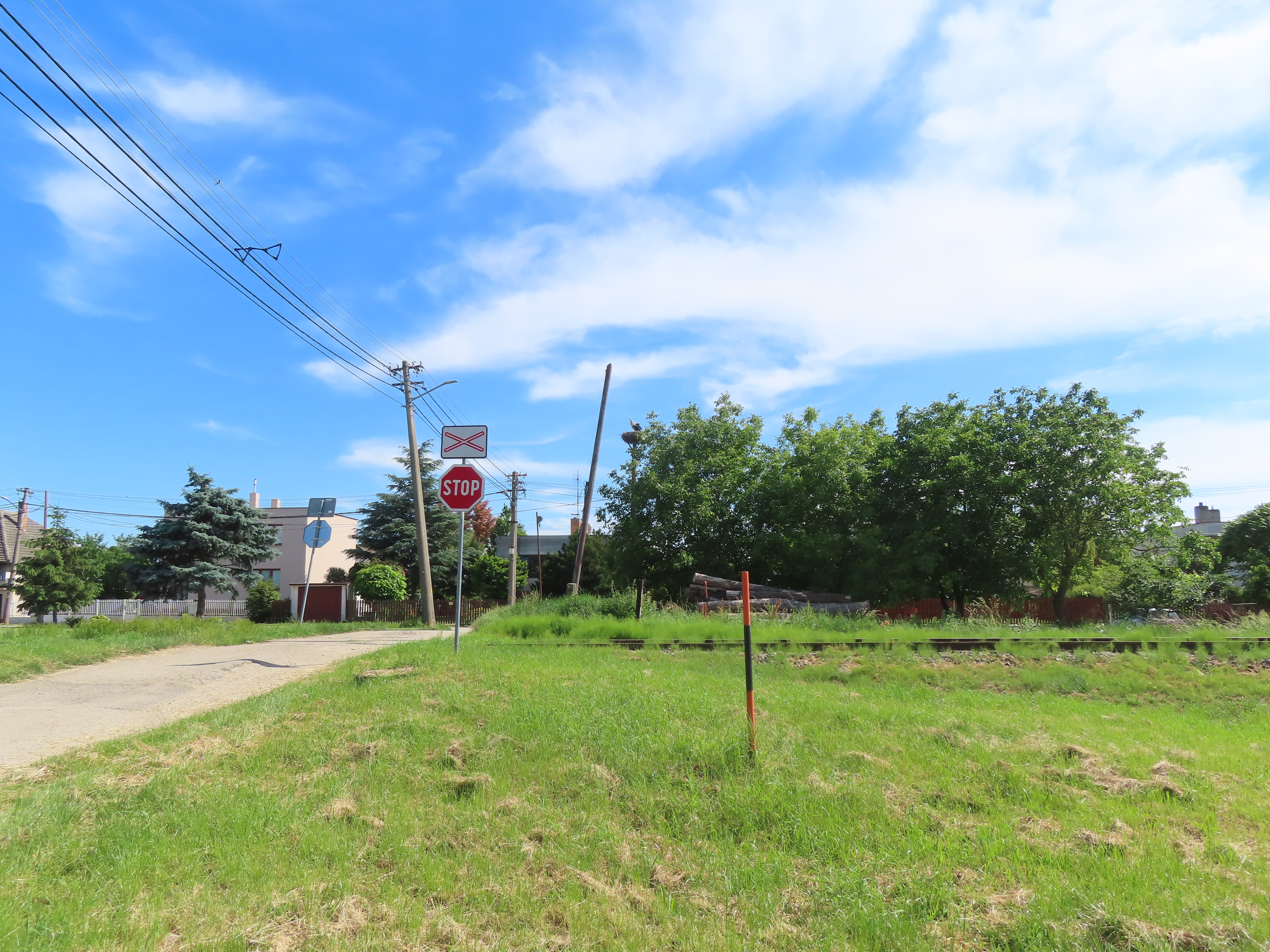
2024
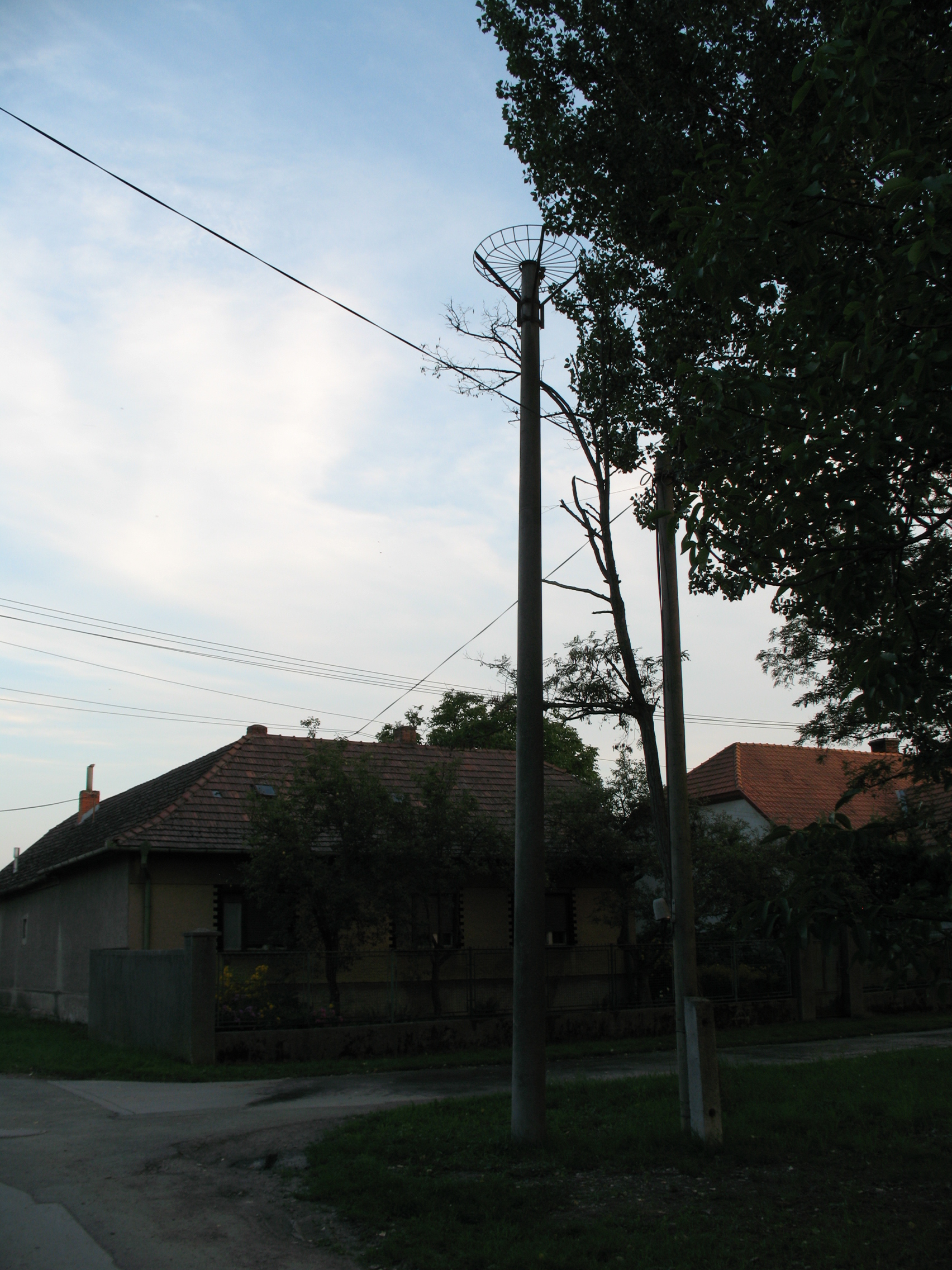
Gólyafészek alátét a tónál

- A faluban két gólyafészekben is költöttek gólyák. Azokat azonban biztonsági okokból 2009–2010 környékén áthelyezték. Az egyikben azóta nem volt költés és csak az alátét maradt, míg a másikban tavasszal megpihennek gólyák, de költés nélkül továbbmennek. Ennek oka a nyaranta tapasztalható szárazságok, illetve a közeli tavak és mocsarak fokozatos kiszáradása is lehet. 2014-ben 2, 2015-ben és 2016-ban 3 fióka kelt ki.[3]
- Aranykárász-tó

## Története
1251-ben "Sygarth" alakban említik először.[forrás?] 1268-ban "Sygarc, Sygart"[forrás?] szerepel. 1280-ban "Sygarth" alakban szerepel az esztergomi káptalan oklevelében, melyben Friedman zsidó az egykor királyi hálósoktól szerzett birtokát Miklós fia Fulcusnak adja el, 1282-ben IV. László oklevelében ehhez hozzájárul, melyeket III. Endre 1291-ben Fulcus – aki az osztrák herceg elleni hadjáratban tüntette ki magát – kérésére átiratja és megerősíti.
1327-ben Károly Róbert Ludan-i nemes Folkus fia Tamás kérésére privilegiális formában átiratja a Tamás által bemutatott esztergomi káptalan 1280-as (?) birtokvásárlási oklevelét. 1340-ben Alsózsigárd (inferior nobilium de Sygard), illetve Chymaz de Sygard fia Péter királyi emberként szerepel Pál országbíró itéletében Vágsellye birtokról. 1367-ben ismét Vágsellyével kapcsolatban szerepelnek a zsigárdi nemesek.
1487-ben Balog de Neboyza Miklós fiai, Sebestyén és András és perestársaik szerzik meg Szygarth harmadát, mely Simon de Neboyza birtoka volt. 1508-ban a nyitrai káptalan előtt néhai Balog de Neboyza István fia Miklós és rokonai, Harnas Mihály leányának, Bor de Neboyza László özvegyének, Katalinnak Neboyza, Kayal és Sygarth birtokrészeik felét felvallják. 1514 körül Fodor de Zygard Orlico-t említik.
A Zsigárdy család birtoka, majd a 16. századtól az esztergomi érsekség nagyszombati uradalmához tartozott. A 16. század második felében a török teljesen elpusztította. Ekkor pusztult el a "Faluhely" nevű határrészén állt középkori falu. Ezután a falut már a mai helyén építették újjá. 1553-ban 8 portája adózott. A 17. században Zsigárdnak mezővárosként vásártartási joga volt. 1664-ben a török adóösszeírásban 8 adózóval (mind magyarok) szerepel. 1715-ben 42 volt az adózók száma. Iskolájának legkorábbi említése 1756-ból származik. 1828-ban 280 házában 2031 lakos élt, akik főként mezőgazdasággal foglalkoztak. Itt ütközött meg a magyar honvédsereg (Görgey, Asbóth, Nagy-Sándor) 1849. június 16-án az osztrákokkal (Haynau, Pott) és vereséget szenvedett. A csatahelyen emlékoszlop áll.
A dinnyetermesztéséről az 1880-as években lett igazán híres, egészen Berlinig szállították azt.
Vályi András szerint " ZSIGÁRD. Népes Magyar falu Posony Várm. földes Ura az Esztergomi Érsekség, lakosai katolikusok, és reformátusok, fekszik Selyéhez 1 mértföldnyire; határjában legelője bőven van, szénával is kereskednek."
Fényes Elek szerint " Zsigárd, Poson m. nagy magyar falu, a holt Vágh mellett, Nyitra vmegye szélén: 1014 kath., 986 ref. lak. Kath. és ref. anyaszentegyházakkal. Lakosai sok buzát, árpát, zabot, kölest termesztenek; tágas legelőjökön pedig számos szarvasmarhákat s lovakat tartanak, s azért vagyonosok. F. u. az esztergomi érsek. Ut. p. Szered. 1849-ben jun. havában Görgey seregét itt megverték az egyesült osztrák és muszka császári hadak."
Pozsony vármegye monográfiája szerint "Zsigárd, mátyusföldi nagyközség, 516 házzal és 2818, nagyobbára r. kath. vallású lakossal. E község hajdan nem a mai helyén, hanem a Faluhely nevű dűlőn állott s a török világban elpusztult. A Zsigárdy család ősi fészke, melyet állítólag Róbert Károlytól kaptak, de a reformáczió alatt elveszítettek, a mikor az esztergomi érsekségé lett. Az 1553-iki portális összeírásban már az érsekség szerepel birtokosául 8 portával. A XVII. század végén részben a szobi Szalay család kezén volt. Ma az érsekségnek van itt nagyobb birtoka. A községben van katholikus és református templom. A katholikus templomot Esterházy Imre gróf érsek 1728-ban építtette, míg a református templom 1833-ban épült. 1848 június 16-án a községben ütközet volt. A peredi csata alkalmával, a mikor a seregek a községen átvonultak, felgyújtották. 1813-ban árvíz pusztította el. 1852-ben, 53-ban, 76-ban, 88-ban és 94-ben szintén volt árvíz, melyek azonban csak kisebb károkat okoztak. A katholikus templom tornyának falán egy ágyúgolyó látható, mely a lakosok állítása szerint a peredi csata alkalmával lövetett oda. A lakosok polgári olvasókört és ipartársulatot tartanak fenn. Ide tartozik Érsek-major. Határában hajdan Berren nevű község állott, mely már a XII. században említve van, de azután nyoma vész. A községnek van saját postája, de távírója és vasúti állomása Vágselye."

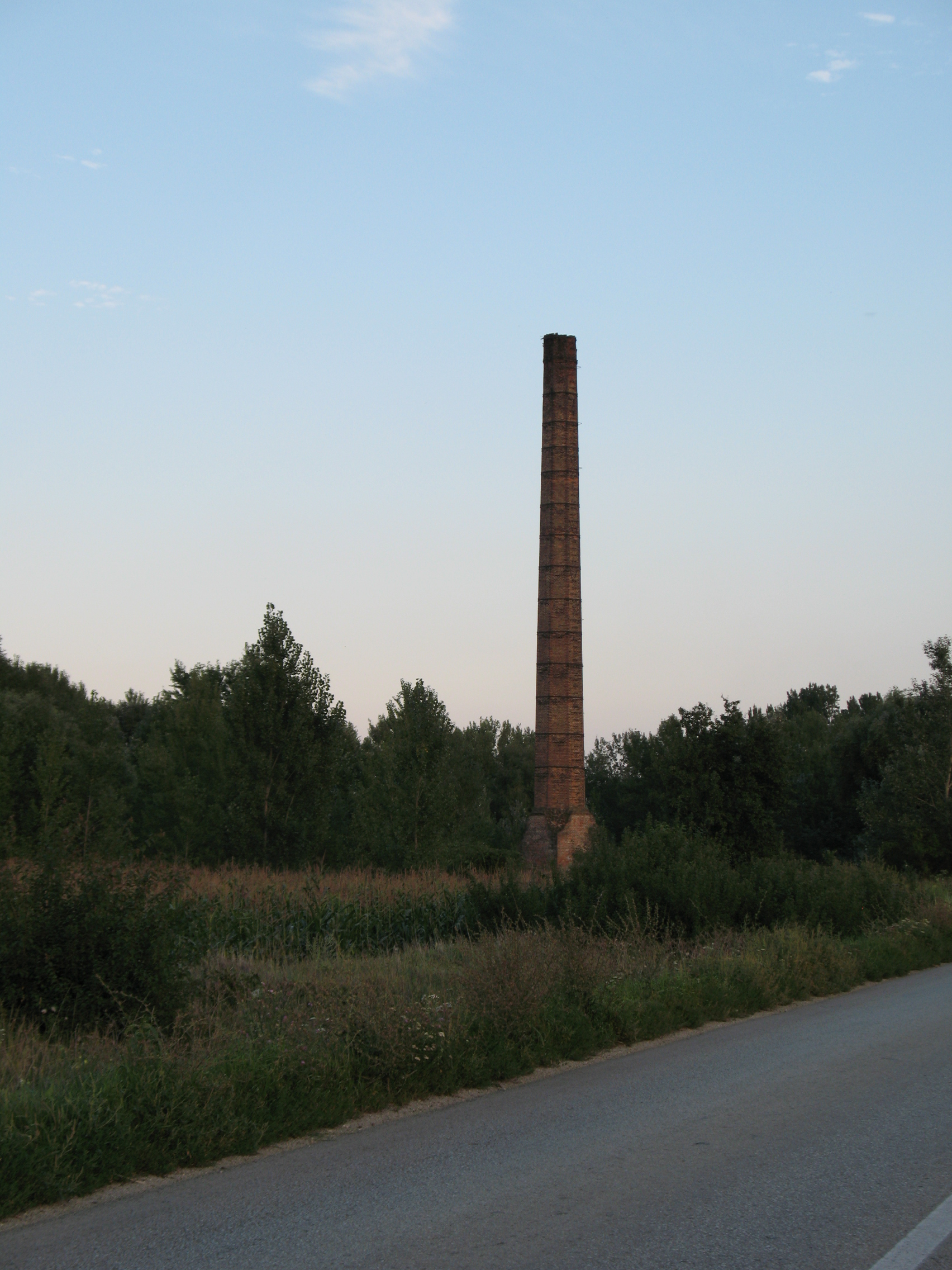
A téglagyár maradványa

A trianoni békeszerződésig Pozsony vármegye Galántai járásához tartozott. 1938 és 1945 között újra Magyarország része volt. 1940-ben a községben téglagyár épült. A csehszlovák földosztás reviziójaképp a volt kommunista párttagokat kizárták abból, ill. vitézi telkeket hoztak létre. A második világháborúban 65 zsigárdi lakos esett el.
1947-ben magyar lakosságának egy részét, 174 családot a lakosságcsere egyezmény keretében erőszakkal Magyarországra telepítették.

## Népessége
1880-ban 2681 lakosából 2397 magyar és 20 szlovák anyanyelvű volt.
1890-ben 2866 lakosából 2684 magyar, 47 német, 19 szlovák és 116 egyéb anyanyelvű volt.
1900-ban 2818 lakosából 2811 magyar és 3 szlovák anyanyelvű volt.
1910-ben 2626 lakosából 2624 magyar és 1 szlovák anyanyelvű volt. Ebből 1606 római katolikus, 982 református, 35 izraelita és 3 evangélikus vallású volt.
1921-ben 2663 lakosából 2596 magyar és 47 csehszlovák volt.
1930-ban 2602 lakosából 2495 magyar, 81 csehszlovák, 6 zsidó, 2 német, 1 ruszin és 17 állampolgárság nélküli volt. Ebből 1630 római katolikus, 933 református, 21 evangélikus, 11 izraelita, 3 görög katolikus és 4 egyéb vallású volt.
1941-ben 2388 lakosából 2381 magyar és 6 szlovák volt.
1970-ben 2159 lakosából 1693 magyar és 462 szlovák volt.
1980-ban 1803 lakosából 1392 magyar és 405 szlovák volt.
1991-ben 1600 lakosából 1265 magyar és 323 szlovák volt.
2001-ben 1592 lakosából 1200 magyar és 372 szlovák volt.
2011-ben 1638 lakosából 1079 magyar, 512 szlovák, 4 cseh, 3 cigány, 2 egyéb és 38 ismeretlen nemzetiségű volt. Ebből 1133 magyar és 461 szlovák anyanyelvű, 990 római katolikus, 353 református, 81 evangélikus, 19 metodista, 14 egyéb, 51 ismeretlen vallású és 121 nem vallásos volt.
2021-ben 1794 lakosából 1066 (+64) magyar, 628 (+38) szlovák, 4 (+24) cigány, 11 (+3) egyéb és 85 ismeretlen nemzetiségű volt.
Őshonos lakosságát hosszú évszázadokon át magyarok alkotják. A második világháborút követően a csehszlovák hatóságok magyarellenes intézkedései azonban jelentősen átalakították nemzetiségi összetételét: a magyar családok számottevő részét kényszermunka végzésére Csehországba deportálták valamint Magyarországra telepítették. A kitelepített családok helyére az áttelepülést önként vállaló, elsősorban magyarországi szlovák családok települtek.
| Zsigárd lakosságának nemzetiségi megoszlása | Zsigárd lakosságának nemzetiségi megoszlása | Zsigárd lakosságának nemzetiségi megoszlása |
| ------------------------------------------- | ------------------------------------------- | ------------------------------------------- |
| szlovák                                     |                                             | 1 fő (0%)                                   |
| magyar                                      |                                             | 2624 fő (100%)                              |
| cseh                                        |                                             | 0 fő (0%)                                   |
| német                                       |                                             | 1 fő (0%)                                   |
| egyéb                                       |                                             | 0 fő (0%)                                   |
| *1910. évi népszámlálási adatok             |                                             |                                             |

| Zsigárd lakosságának nemzetiségi megoszlása | Zsigárd lakosságának nemzetiségi megoszlása | Zsigárd lakosságának nemzetiségi megoszlása |
| ------------------------------------------- | ------------------------------------------- | ------------------------------------------- |
| szlovák                                     |                                             | 372 fő (23%)                                |
| magyar                                      |                                             | 1200 fő (75%)                               |
| cseh                                        |                                             | 7 fő (0%)                                   |
| német                                       |                                             | 0 fő (0%)                                   |
| egyéb                                       |                                             | 13 fő (1%)                                  |
| *2001. évi népszámlálási adatok             |                                             |                                             |

| Zsigárd lakosságának nemzetiségi megoszlása | Zsigárd lakosságának nemzetiségi megoszlása | Zsigárd lakosságának nemzetiségi megoszlása |
| ------------------------------------------- | ------------------------------------------- | ------------------------------------------- |
| szlovák                                     |                                             | 512 fő (31%)                                |
| magyar                                      |                                             | 1079 fő (66%)                               |
| cseh                                        |                                             | 4 fő (0%)                                   |
| német                                       |                                             | 0 fő (0%)                                   |
| egyéb                                       |                                             | 43 fő (3%)                                  |
| *2011. évi népszámlálási adatok             |                                             |                                             |

| Év:            | 1994. | 2004.   | 2014.   | 2024.    |
| -------------- | ----- | ------- | ------- | -------- |
| Emberek száma: | 1621  | 1614    | 1634    | 1857     |
| Eltérés:       |       | -0,43 % | +1,23 % | +13,64 % |

| Év:            | 2023. | 2024.   |
| -------------- | ----- | ------- |
| Emberek száma: | 1842  | 1857    |
| Eltérés:       |       | +0,81 % |

## Nevezetességei

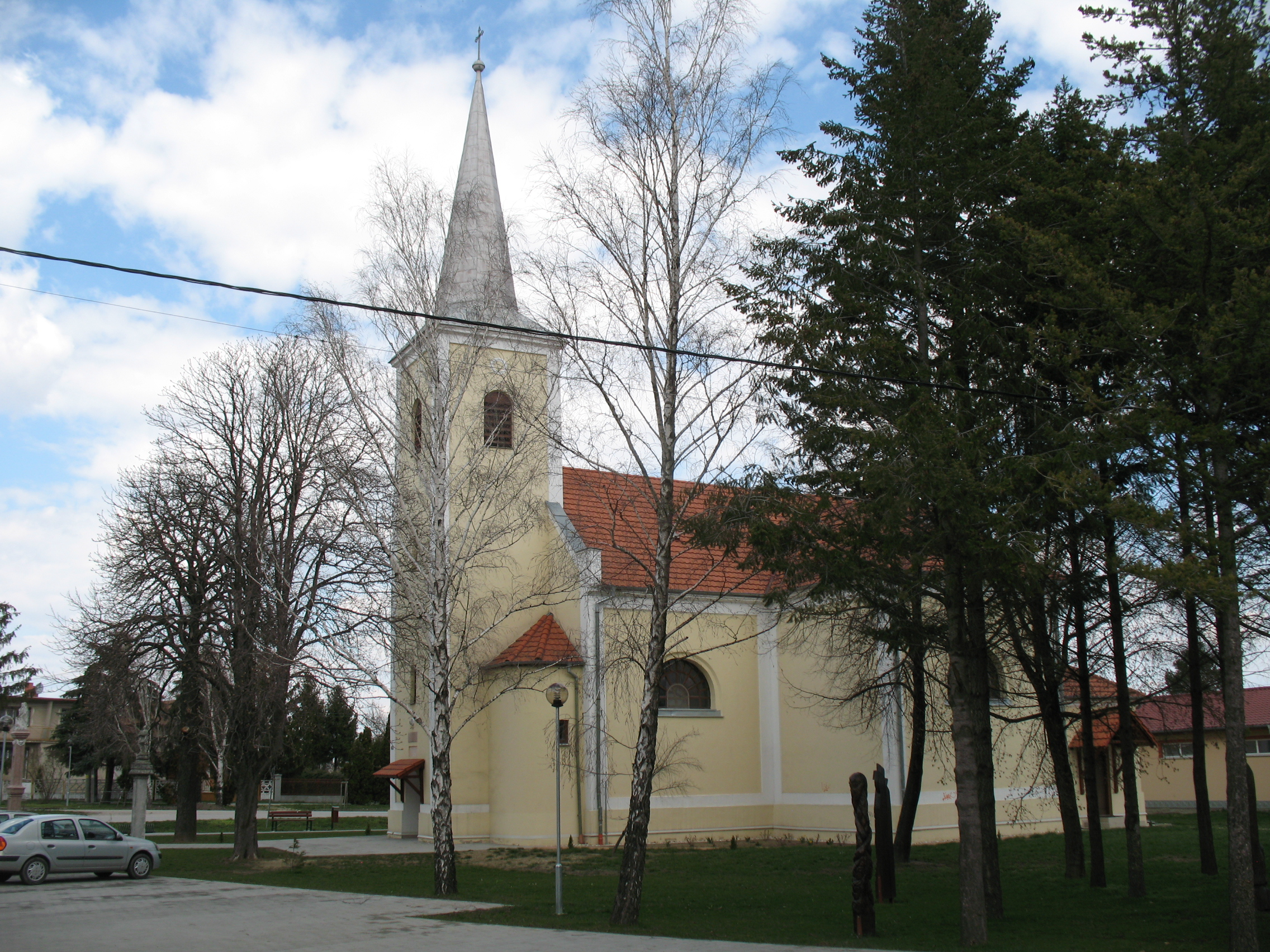
Katolikus templom
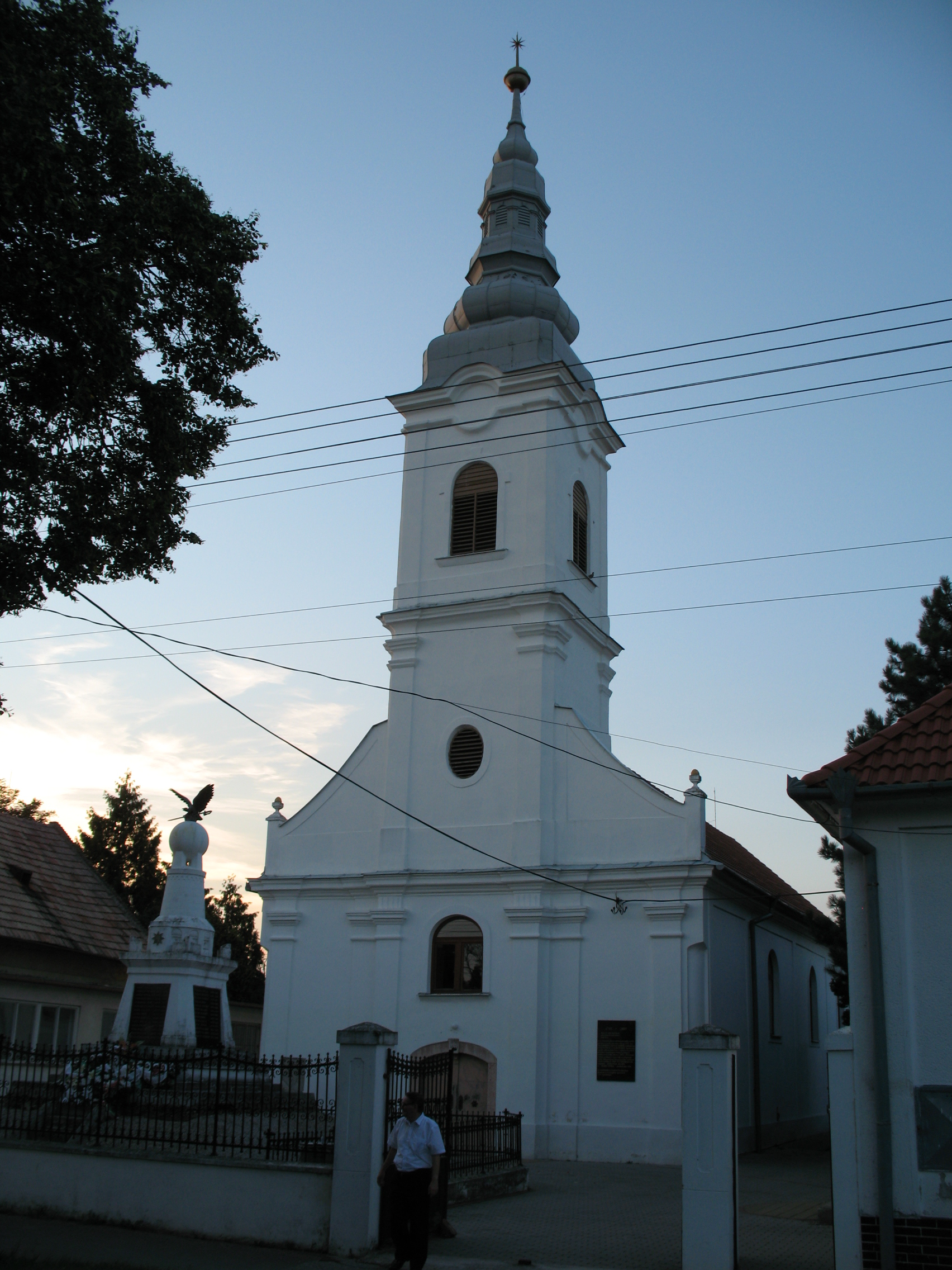
A református templom
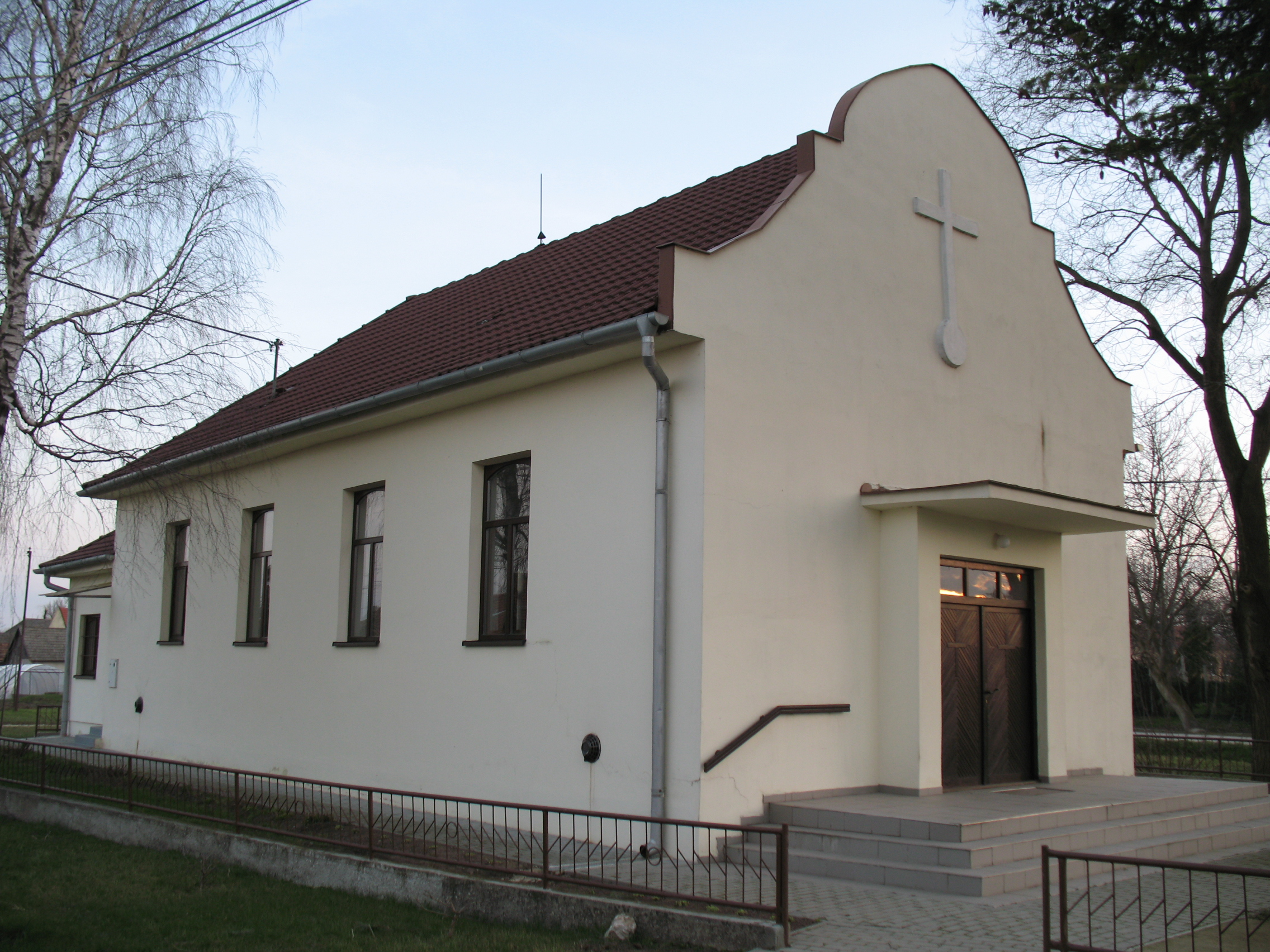
Evangélikus templom

- A zsigárdi csata (1849. június 16.) emlékműve.
- A zsigárdi csata emlékét a polgármesteri hivatal előterében 1990-ben felállított kopjafa is őrzi. Alkotója Katona László.
- Római katolikus templomát 1728-ban Eszterházy Imre esztergomi érsek építtette barokk stílusban.
- A felújított katolikus templomban 2008. december 23-án szentelték fel Čeněk Žiaček cseh származású zsigárdi festőművész Emese álma című festményét, amely a magyarok és a Kárpát-medence történetét összefoglaló kétrészes ciklus első tagja. A kép előterében a Turul, mellette a Csodaszarvas, valamint Hunor és Magyar van megjelenítve. Mögöttük A fehér ló mondája elevenedik meg, s a kép bal oldala Géza fejedelmet és Vajk megkeresztelését ábrázolja. Hátterét a dombtetőn magasló Pannonhalma keretezi be.[19]
- Református templomát 1784-ben építették, tornyát 1833-ban emelték. Orgonája 1914-ből származik. Elsőként a toronysüveget újították fel 1931-ben. A templomépület legújabbkori felújítását 2005-ben fejezték be. A gyülekezet lelkésze Iván István.[20]
- Evangélikus templom.[21]
- Székelykapu a temető bejáratánál.
- Falumúzeum. Édesanyjának egykori házát Kaszás Attila 2002-ben ajándékozta a községnek, falumúzeum létrehozása céljából.
- A zsigárdi kulturális fesztivál Kaszás Attila nevét viseli.
- A Kulturális Közösségi és Tájékoztató Központ (az egykori óvoda felújított épületében) kulturális rendezvények színhelye.
- Aranykárász-tó.
- A forradalmak és háborúk hőseinek emlékművét 2016. október 23-án avatták fel a művelődési ház előtti téren. Az emlékművet Marosvásárhely szülötte, Csizmadia Béla ajándékozta Zsigárd községnek Erdély és Marosvásárhely nevében.

## Híres emberek
- Itt hunyt el 1791. október 1-jén Fabri Ferenc (1726–1791) jezsuita rendi pap, tanár, költő.
- Itt született 1840. október 14-én Ürge Ignác (1840–1898) lazarista szerzetes, hittérítő.
- Itt született 1828. február 8-án Erdélyi Ignác (1828–1885) Kínában tevékenykedő magyar misszionárius.
- Itt született 1868. március 2-án Erdélyi László Gyula (1868–1947) bencés szerzetes, történetíró, tanár, az MTA levelező tagja, a szegedi Ferenc József Tudományegyetem rektora.
- Itt született 1934. augusztus 17-én és itt hunyt el 2020. június 6-án Mészáros Ilona tanítónő. Munkáiban Zsigárd néphagyományát és helytörténetét dolgozta fel.[22]
- Itt született 1953-ban Anna Untermajerová (Urbančok) levéltáros.[23]
- Plesnivy Károly (1930–1984) textiltervező iparművész, Munkácsy-díjas (1960), érdemes művész (1980).
- Kaszás Attila (1960–2007) színművész.
- Itt szolgált Nagy Lajos tanító.
- Itt szolgált Fehér Damáz (1913-1998) komáromi bencés gimnáziumi tanár, pap.
- Innét származik Morvay Pálma Erzsébet (1954) magyar énekesnő (szoprán).

## Szervezetek
- Az Alsó Vág Vadásztársaság 1600 hektár területen tevékenykedik. Tagjainak száma 25 (2016-ban).

## Testvértelepülése
- Viszák, Magyarország
- Ugod, Magyarország

## Galéria
- Kálvin János emlékmű
- Emléktábla a református templom falán
- A református templom bejárata
- A református templom belülről
- A református templom szószéke
- Szakrális kisemlék
- Kereszt a téglagyárnál
- Szentháromság a katolikus templomnál
- Az egykori műmalom a vasútállomásnál